# We Could Be Dancing
We Could Be Dancing è un singolo del DJ francese Bob Sinclar, in collaborazione con la cantante Molly Hammar.

## Descrizione
La canzone è un omaggio alla musica italo disco degli anni 80, alla quale Sinclar si dichiara sempre molto affezionato e nostalgico, con lo scopo di omaggiare i club e le discoteche chiusi a causa della pandemia di Covid-19.
Il brano si è rivelato un grande tormentone dell'estate ed ha vinto il premio PMI di RTL 102.5 per l'estate 2021.

## Video musicale
Il video è anch'esso un richiamo alle discoteche degli anni 80.

## Tracce
1. Bob Sinclar – We Could Be Dancing (feat. Molly Hammar) – 2:45

## Classifiche
| Classifica (2021) | Posizione massima |
| ----------------- | ----------------- |
| Belgio (Vallonia) | 28                |
| Italia            | 93                |